# Schiffswrack von Pandanan
An der Südspitze der philippinischen Insel Palawan konnte 1993 ein Schiffswrack aus dem fünfzehnten Jahrhundert geborgen werden, das als Schiffswrack von Pandanan bekannt ist. Seine reiche Fracht belegt die weiten Handelsbeziehungen im damaligen südost-asiatischen Raum.
Das Schiff war einst 25 bis 30 m lang und 6 bis 8 m breit. Es ist wahrscheinlich in Vietnam oder China gebaut worden. Im Wrack konnten über 4700 Objekte geborgen werden, die in die späte Yuan- und frühe Ming-Dynastie datieren. Es fanden sich ca. 3200 Schüsseln vietnamesischer Produktion. Die restlichen Gefäße stammen aus Thailand und China, darunter befindet sich blau-weißes Porzellan.
Zur weiteren Schiffsfracht gehörten tausende von Glasperlen, die in Gefäßen untergebracht waren und offensichtlich als Handelsgut dienten. Anderes Fundstücke sind Spiegel, Gewichte, eine Machete und ein bronzener Gong.
Chinesische Münzen datieren in die Jahre 1403 bis 1424 und geben einen Anhaltspunkt für eine genauere Datierung. Diese waren wahrscheinlich Eigentum der Besatzung oder von Passagieren. Zwei kleine Kupferkanonen hatten eine wohl eher dekorative Funktion und waren keine wirklichen Waffen.